# Putley
Putley – wieś i civil parish w Anglii, w hrabstwie Herefordshire. W 2011 civil parish liczyła 245 mieszkańców. Putley jest wspomniana w Domesday Book (1086) jako Poteslepe.